# Sead Ramović
Sead Ramović (* 14. März 1979 in Stuttgart-Bad Cannstatt) ist ein ehemaliger bosnisch-herzegowinischer Fußballtorhüter und heutiger Fußballtrainer.

## Karriere

### Als Spieler
Ramović spielte in der Jugend für den FC Feuerbach, die Sportvg Feuerbach und die Stuttgarter Kickers, für die er ab 1998 auch 34 Spiele in der 2. Bundesliga absolvierte. Sein Durchbruch kam in der Saison 1999/2000. Nachdem Maik Kischko und Bernd Klaus im Tor nicht zu überzeugen wussten, wurde der junge Ramović ins kalte Wasser geworfen und entwickelte sich nach überzeugenden Leistungen zur unumstrittenen Nummer eins. Zur Saison 2001/02 wechselte er zum VfL Wolfsburg, wo er allerdings nicht an Claus Reitmaier und Simon Jentzsch vorbeikam und in drei Jahren zu 15 Profieinsätzen kam. Im Juli 2004 wechselte er dann zu Borussia Mönchengladbach, wo er sich aber erneut nicht als Stammtorwart etablieren konnte und nach einer Saison an Kickers Offenbach verliehen wurde. Nach Ablauf der Ausleihe wechselte er zu Tromsø IL in die norwegische erste Liga. In Tromsø hatte Ramović seine erfolgreichste Zeit: bis 2010 kam er auf 90 Erstligaspiele, 2009 nahm er mit Tromsø an der Qualifikation zur Gruppenphase der UEFA Europa League teil, schied aber in den Playoffspielen gegen Athletic Bilbao aus. Im Juli 2010 wechselte er zum türkischen Erstligisten Sivasspor. Nach zehn Spielen in deren Tor, wechselte er im Februar 2011 zum ukrainischen Verein Metalurh Saporischschja. Im Juli 2011 unterschrieb er einen Vertrag in Serbien beim SuperLiga-Team FK Novi Pazar, kam dort aber in der ersten Hälfte der Saison 2011/12 auf zwei Einsätze. Am 17. November 2011 unterschrieb Ramović in Norwegen bei Lillestrøm SK. Zum Ende seiner aktiven Laufbahn absolvierte er einige Spiele für den dänischen Verein Vendsyssel FF und für den norwegischen Verein Strømsgodset IF, ehe er dort seine Laufbahn abschloss.
Ramović wurde im März 2004 erstmals in die bosnisch-herzegowinische Fußballnationalmannschaft berufen, aber im weiteren Karriereverlauf kam er zu keinem Einsatz in der Nationalmannschaft.

### Als Trainer
Von 2015 bis Ende 2020 war Ramović Co-Trainer beim FK Novi Pazar. Von 2021 bis 2024 war er Cheftrainer beim südafrikanischen Fußballverein TS Galaxy, der in der Premier Soccer League spielt. Es folgte eine kurze Anstellung bei Young Africans SC in Tansania, bevor er im Februar 2025 beim algerischen Topklub CR Belouizdad unterschrieb.